# Lucien de Rubempré

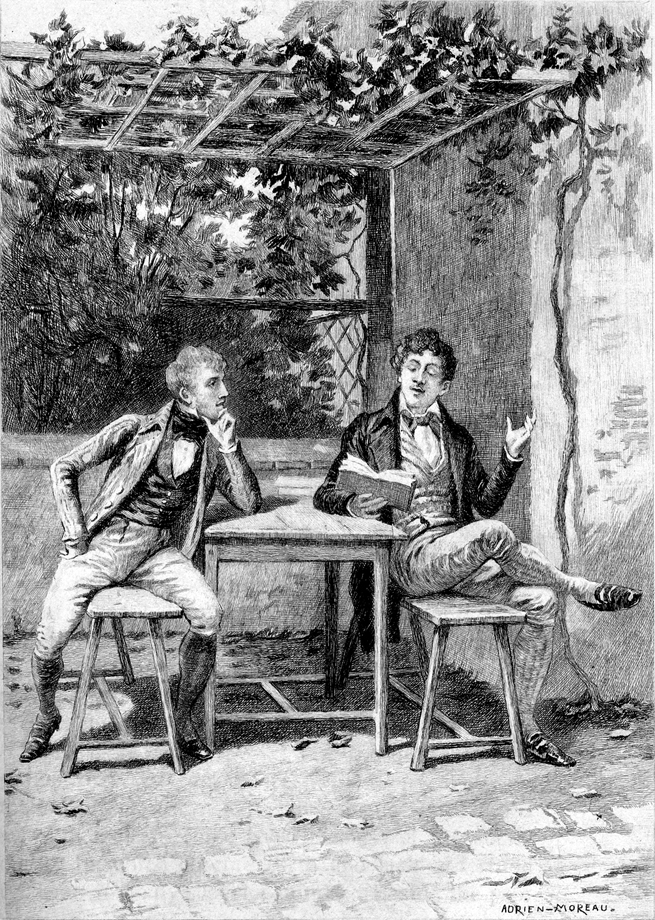
Capa do livro de Ilusões Perdidas (1839).

Lucien de Rubempré (às vezes adaptado para o português como Luciano de Rubempré) é um personagem da Comédia Humana de Honoré de Balzac. Nasceu Lucien Chardon em 1798, na parte baixa de Angoulême (dita de l'Homeau), e morreu em Paris em 1830. É o protagonista de Illusions perdues, escrito de 1836 a 1843 e de Splendeurs et misères des courtisanes, publicado em 1838.